# Ulrico III de Carintia
Ulrich III (c. 1220 – 27 de octubre de 1269) fue Señor de la Marca de Carniola desde c. 1249 y Duque de Carintia desde 1256 hasta su muerte, siendo el último gobernante de la Casa de Sponheim. Su gobierno tuvo efectos a largo plazo. En Carniola, adquirió por matrimonio las posesiones de la Casa de Andechs, convirtiéndose así en princeps terrae, Señor provincial o landgrave, poniendo las bases para la creación del futuro Ducado de Carniola. El centro de sus posesiones en Carniola, Liubliana, se convirtió en el nuevo centro administrativo y capital provincial, así como en el centro del poder de Ulrich. En Carintia, cuyo gobierno asumió tras la muerte de su padre, su sello se convirtió en el escudo de armas hasta hoy. A pesar de sus intentos de asegurarse la vasta herencia de los Babenberg a través de dos matrimonios, primero con Inés de Merania, viuda del último duque de Babenberg Federico II de Austria y luego con la sobrina de Federico, Inés de Baden, Ulrich falleció sin descendencia. Después de un corto interregno con su hermano menor Felipe de Spanheim, patriarca de Aquileia, la Casa de Spanheim se extinguió, y todas las posesiones de Ulrich pasaron a manos de su primo Otakar I de Bohemia.

## Vida
Ulrico III era el primogénito del duque Bernardo de Carintia y su esposa Judith, de la dinastía Premislida, hija del rey Otakar I de Bohemia. Su padre había intentado asumir el gobierno sobre la marca Carniolana, que Ulrico se aseguró casándose con Agnes de Andechs, viuda del último duqueBabenberg, Federico II de Austria. Desde 1251, fue cogobernante de Carintia con su padre y en 1256 le sucedió como duque.

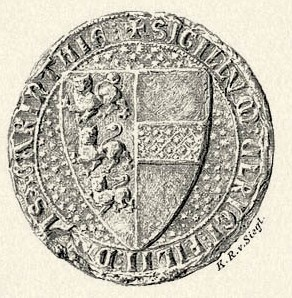
Versión posterior del sello de Ulrich, que se convirtió en el escudo de armas de Carintia

Ulrico continuó gobernando sus territorios según las líneas abiertas por su padre. En 1260, completó la fundación de la cartuja en Bistra (Freudenthal) cerca Liubliana. También fundó el Monasterio de los Canónigos Regulares en Völkermarkt.
Tuvo desencuentros acerca de la herencia de su padre con su hermano menor Felipe, que tuvo que seguir la carrera eclesiástica y fue elegido Arzobispo de Salzburgo en 1247. Felipe se negó a tomar las órdenes sagradas para mantener el derecho de sucesión en Carintia. Ulrico y Felipe finalmente llegaron a un acuerdo de protección mutua y herencia y, ambos lucharon contra el arzobispo Ulrico de Seckau después de que Felipe fuera depuesto como obispo en 1257 por el capítulo de la catedral, .
Tras la elección del Arzobispo Ladislao de Salzburgo, Felipe abandonó toda esperanza de regresar a Salzburgo. En 1267 pidió a Ulrico III que dividiera su herencia y se propuso como heredero de Ulrico, ya que el hijo de Ulrico de su primer matrimonio había muerto joven, y su segundo matrimonio todavía no tenía hijos. Sin embargo, el 4 de diciembre de 1268, Ulrico concluyó secretamente un tratado de herencia en el Castillo de Poděbrady con su primo, el rey Otakar II de Bohemia, en la que el rey fue hecho su único heredero.
Cuando Ulrico III murió en Cividale del Friuli el 27 de octubre de 1269, tanto Felipe como Otakar II reclamaron la herencia. Ese mismo año, el 23 de septiembre, Felipe fue elegido Patriarca de Aquileia, sin embargo, su elección nunca fue confirmada por el Papa y en 1270/71 fue expulsado a Austria por las fuerzas de Otakar, poniendo fin a 150 años de reinado de la dinastía Sponheim en Carintia.

## Matrimonios y descendencia
Ulrico III se casó dos veces:
1. Con Inés de Merania (1215–1263), viuda del Duque Federico II de Austria.[1] Este matrimonio tuvo un hijo, que murió joven.
2. Con Inés de Baden (1250–1295), hija del Margrave Herman VI de Baden y Gertrudis de Babenberg,[1] sobrina del duque Federico II de Austria. Sin descendencia.